# Lorenzo Piriz-Carbonell
Lorenzo Piriz-Carbonell (Sitges, 28 de marzo de 1945) es un dramaturgo, escritor y guionista español. Fue director del Teatro Romea de Murcia entre 1995 y 2015.

## Biografía
Nacido en Sitges (Barcelona) hizo estudios universitarios en las facultades de Medicina de Barcelona y de Salamanca, donde obtuvo la Licenciatura y el Doctorado de Medicina. En 1963 fundó el Grupo de Teatro Experimental de Sitges y formó el Festival Nacional de Teatro de Sitges, inaugurado en 1967. En el mismo año fundó el Grupo de Teatro Experimental de Salamanca.
En 1970 emigró a Estados Unidos donde llegó a ser jefe del Departamento de Medicina Nuclear en el Berth Israel Medical Center de Nueva York.
Se retiró de la medicina en 1982 para dedicarse exclusivamente al teatro. Fue actor fundador de la compañía Tespis en 1984. En 1986 dirigió su obra "La Actriz" con Arturo López y Pilar Bardem. Fue nombrado Director del Teatro Romea de Murcia en 1995, y supervisó las obras de rehabilitación que terminaron en 2012. Mantuvo el puesto de director hasta 2015.

## Obra
Ha escrito más de 100 obras. Entre las obras estrenados se encuentran: (Selección)
- Diálogos de un ahogado (Sitges, 1962)
- Retablo de la amistad (Sitges, 1963)
- Jaque mate (Sitges, 1964)
- Una historia de Navidad (Sitges, 1965)
- El astronauta (Sitges, 1966)
- La mujer cornuda (Salamanca, 1968)
- Himno a la esperanza (Nueva York, 1972)
- La rebelión de los aburridos (Sitges, 1973)
- PXJ-18 (Sitges, 1973)
- La mujer del mar (Sitges, 1973)
- Auto de la Esposa de los Cantares (Sitges, 1973)
- El refugio (Nueva York, 1975)
- Mantis religiosae (Nueva York, 1975)
- 18 La relación (Nueva York, 1976)
- Burles que (Nueva York, 1976)
- Niñas ricas de Cacalchen (Nueva York, 1977)
- Una princesa de New York (Nueva York, 1978)
- La cucarachera (Nueva York, 1979)
- Farewell at Central Park (Nueva York, 1980)
- ]uana la Loca (Murcia, 1980)
- Federico (Murcia, 1982
- La Actriz (Murcia, 1986)